# Штурм Екатеринодара (август 1918)
Второй штурм Екатеринодара — операция Добровольческой армии во время Второго Кубанского похода, проводившаяся 7—16 августа 1918 года против советских войск под командованием И. Л. Сорокина, оборонявших Екатеринодар. 

## Военно-политическая обстановка
Значительных организованных противобольшевистских сил в регионе Северного Кавказа, кроме Добровольческой армии, не было. Тем не менее кубанское и терское казачество уже готовы были оказать свою поддержку силам, готовящимся выступить против советской власти в так называемой Черноморско-Кубанской республике, занимавшей территорию Черноморской, Ставропольской губерний и Кубанской области.
Красные силы на Северном Кавказе насчитывали около 200 тысяч человек, из них больше половины на Кубани, сгруппированные в 3 армии. Северная под непосредственным командованием Калнина, Западная — Сорокина, обе по 30 тысяч, и Таманская — Матвеева, 40 тысяч.

## Начало наступления
Добровольческая армия была сосредоточена в станице Егорлыцкая. В ней было 9 тысяч. 23 июня армия перешла в наступление и всеми силами армия обрушилась на узловую станцию Торговая (г. Сальск) с трёх сторон. Красные части стали отступать на север, бросив артиллерию и огромные обозы. У полустанка Шаблиевка дивизия Маркова перехватила железную дорогу  и добила отступающих. В Торговой Добровольческой армия обеспечила себя трофейными боеприпасами. Захватом станции Деникин перерезал железную дорогу Царицын—Екатеринодар, основную магистраль, связывавшую Кубань с Центральной Россией. 
После победы под Торговой Деникин нанес свой второй удар. Не на Кубань, а на север. Произошел встречный кавалерийский бой Эрдели и Думенко. Разбитая красная конница откатилась в степи, а вслед за тем части добровольцев разгромили оборону большевиков и заняли Великокняжескую (ныне г. Пролетарск). 
Деникин развернул армию на 180 градусов и устремился на Кубань. Двигались ускоренным маршем, пехоту посадили на телеги, впереди пустили самодельный бронепоезд. После упорного фронтального боя был взят Песчанокопский, затем обходом с юга  и запада — станции Белая Глина. Утром 14 июля деникинцы пошли на штурм сильно укрепленных позиций красных, прикрывающих Тихорецкую. Произошло жестокое сражение. Красные не выдержали натиска и отошли на вторую линию обороны. Выйдя в тыл, Корниловский полк белых без боя занял Тихорецкую. Главком Калнин едва сбежал. Только 7 эшелонов прорвались на Екатеринодар. 30-тысячная армия была уничтожена. 

## Наступление на Екатеринодар
Победа под Тихорецкой дала серьезный стратегический выигрыш. Все группировки Красной армии на Кубани — Западная, Таманская, Екатеринодарская, Армавирская — оказались отрезанными друг от друга. Деникин дал войскам 2 дня на отдых, а потом продолжил наступление. Оно развернулось сразу на три фронта, тремя колоннами — на Армавир, на Екатеринодар и против армии Сорокина. 
7 августа под станцией Выселки произошла решающая битва. Красные зашли в тыл частям Казановича и Дроздовского. В 14 часов красноармейцы обрушилась по всему фронту на добровольцев. Но дроздовцы и марковцы ответили контратакой и в отчаянной штыковой свалке перебили первую волну наступающих. Следующие цепи смешались, дрогнули. И в это время по ним с разных сторон ударили деникинские части. С севера подошли корниловцы и полк кавалерии, с юга конница Эрдели с бронепоездами. Армия Сорокина очутилась в ловушке и побежала, преследуемая. Уже в 16 часов красная Западная армия перестала существовать, ее остатки поодиночке, группами и обезумевшими толпами в панике катились на Екатеринодар. 
Генерал Покровский, посланный три месяца назад Деникиным с четырьмя сотнями казаков и черкесов в Лабинский отдел для организации местных повстанцев, теперь спустился с гор и начал активные действия. Казаки под его командованием заняли Майкоп и Армавир. Терские казаки заняли Моздок, Прохладную, перерезали сообщение Ставрополя с Владикавказом, осадили Грозный.

## Взятие Екатеринодара
Оборону Екатеринодара красным организовать не удалось. Их части выходили на позиции, но при виде белогвардейцев обращались в бегство. В городе царила  паника. Из Екатеринодара ушли 200 тысяч красноармейцев, коммунистов и беженцев. 
16 августа Добровольческая армия без боя вошла в Екатеринодар. 17 августа Деникин торжественно въехал в город, встреченный Филимоновым и кубанским правительством, а 18-го приехал Алексеев, которому наконец-то придумали официальное название должности — Верховный руководитель Добровольческой армии. 
31 августа в Екатеринодаре при нем было сформировано временное гражданское правительство — Особое Совещание во главе с генералом от кавалерии А. М. Драгомировым с участием известных общественных деятелей России М. В.Тодзянко, В. В. Шульгина, П. Б. Струве, Н. И. Астрова.